# Анна Кеніг Єрлмюр
Анна Маргарета Кеніг Єрлмюр (нар. 9 травня 1978 в парафії Гамла-Упсала) — шведська політикиня (Помірна коаліційна партія), колишня керівниця Поміркованої партії у муніципалітеті Стокгольма у 2014—2022 роках та фінансовому комітеті у 2018—2022 роках. Вона була членом парламенту у 2006–2010 роках, обрана від виборчого округу муніципалітету Стокгольма.

## Біографія
Анна Кеніг Єрлмюр є консультантом із комунікацій і раніше працювала у Lotsen Kommunikation, Помірній коаліційній партії, фінансовому комітеті й в комуні Стокгольм, Adcore AB та Hill & Knowlton.
Кеніг Єрлмюр стала третім за кількістю голосів членом муніципальної ради Уппсали після виборів 1998 року, а на парламентських виборах у Швеції 2006 року вона здобула найбільше голосів серед поміркованих у виборчому окрузі Стокгольма, після Фредріка Райнфельдта.
Бувши опозиційним радником, Кеніг Єрлмюр висувала, серед іншого, представлені пропозиції щодо реконструкції в тунель мосту Сентральбрун в історичному центрі Стокгольма і будівництва житла на Лауддені.
На муніципальних виборах 2018 року Кеніг Єрлмюр мала найбільшу кількість голосів у Стокгольмі, 12 312.
Після муніципальних виборів 2018 року Кеніг Єрлмюр почала переговори з лібералами, Партією зелених, Центристською партією та християнськими демократами щодо управління містом Стокгольм. Результатом переговорів стала зелено-блакитна коаліція, яка увійшла в Стокгольмську міську раду 15 жовтня 2018 року. Кеніг Єрлмюр була обрана до фінансової ради.
Після поразки Помірної коаліційної партії на муніципальних виборах 2022 року Кеніг Єрлмюр оголосила, що піде у відставку не пізніше, ніж наприкінці року.
У березні 2024 року її призначили новим генеральним директором Arwidsson Foundation.

## Народний депутат
Кеніг Єрлмюр була членом парламенту у 2006—2010 роках. У Риксдазі вона була членом комітету з питань ринку праці у 2006—2010 роках і комітету з питань бізнесу у 2010 році. Вона також була заступником у комітеті з питань оборони та делегації ОБСЄ.
Вона була переобрана членом парламенту на виборах 2010 року, але подала у відставку в жовтні того ж року. Новим постійним членом парламенту 19 жовтня 2010 року була призначена Джессіка Розенкранц.